# Crackdust
A Crackdust botswanai death metal együttes. 2006-ban alakultak. Első kislemezüket ekkor adták ki. 2008-ban megjelentették első nagylemezüket is. 2011-ben második kislemezüket dobták piacra. Szövegeik témái az élőhalottak, erőszak, gyűlölet. A kritikusok a Bolt Throwerhez és Dan Swanö lassabb munkáihoz, illetve a Cannibal Corpse-hoz hasonlítják őket.

## Tagok
- Roth - ének, elektromos gitár
- S'Bond - basszusgitár
- Dlax - dob

## Diszkográfia
- Deranged Psychopath (kislemez, 2006)
- Dented Reality (album, 2008)
- Return of the Gods (kislemez, 2011)